# Capparis atlantica
Capparis atlantica är en kaprisväxtart som beskrevs av Inocencio, D.Rivera, Obón och Alcaraz. Capparis atlantica ingår i släktet Capparis och familjen kaprisväxter. Inga underarter finns listade i Catalogue of Life.